# Osiedle Wyzwolenia (Piotrków Trybunalski)
Osiedle Wyzwolenia – osiedle Piotrkowa Trybunalskiego, będące administracyjną jednostką pomocniczą miasta. Jego nazwa pochodzi od nazwy najdłuższej ulicy osiedla – ulicy Wyzwolenia.

## Położenie
Znajduje się ono we wschodniej części miasta.
Osiedle obejmuje teren ograniczony ulicami:
- od wschodu: ul. Miast Partnerskich od ronda Bugaj do ul. Wierzejskiej,
- od zachodu: wschodnia część ul. Marii Skłodowskiej-Curie, południowo-wschodnia część placu Litewskiego,
- od południa: północna strona ulicy Sulejowskiej (od ronda Sulejowskiego do ronda Bugaj,
- od północy: południowa strona ulicy Wierzejskiej od ronda ks. Tadeusza Pecolta do wiaduktu nad ulicą Miast Partnerskich.

## Ulice na terenie osiedla
Przez pierwszych kilkanaście lat istnienia osiedla, część znajdujących się na nim ulic nie miało nazw – adresy oznaczano według siedziby administracji, dodając numer bloku; brzmiały one wówczas (przykładowo): ul. Wyzwolenia 35/37 bl. ... (takie adresy funkcjonowały na dzisiejszych ulicach Krasickiego, Pawlikowskiego, ks. P. Skargi, ks. P. Ściegiennego). Około 1974 r. (patrz: K. Głowacki, Urbanistyka Piotrkowa Trybunalskiego, Kielce-Piotrków Trybunalski 1984) ulice te otrzymały imiona działaczy komunistycznych, które zmieniono na obecnie obowiązujące w 1992 r.
- Wyzwolenia
- Bugajska
- Garbarska
- Ignacego Krasickiego (do 1992 r. Janka Krasickiego)
- Broniewskiego
- Józefa Pawlikowskiego (do 1992 r. Małgorzaty Fornalskiej)
- ks. Piotra Skargi (do 1992 r. Pawła Findera)
- Działkowa
- Szmidta
- Leonarda (w PRL ul. Hanki Sawickiej)
- Oddzielna
- ks. Piotra Ściegiennego (do 1992 r. Marcelego Nowotki)
- część ul. Sulejowskiej
- Curie-Skłodowskiej
- plac Litewski

## Budynki
Zabudowa na osiedlu Wyzwolenia składa się w większości z bloków wybudowanych w technologii wielkiej płyty oraz z nielicznych kamienic. Najnowsze bloki pochodzą z 1973 r.

## Sport
- Siłownia "Jagiellonka"
- Piłkarski klub "PKS Polonia Piotrków"

## Edukacja
- IV Liceum Ogólnokształcące im. Generała Stefana Roweckiego – Grota,
- Szkoła podstawowa nr 11 im. Henryka Sienkiewicza,
- Policealne Studium Medyczne
- Zespół Szkół Ponadgimnazjalnych nr 5 (Ekonomik),
- Zespół Szkół Ponadgimnazjalnych nr 3 im. Władysława Reymonta (Budowlanka),
- Zakład doskonalenia zawodowego w Łodzi z siedzibą w Piotrkowie przy ul. Pawlikowskiego,
- Przedszkole Samorządowe nr 8,
- Prywatne Przedszkole językowe przy ul.Działkowej,
- przy ulicy Broniewskiego znajduje się Bursa Szkolna nr 1,
- Świetlica osiedlowa "Bajka" przy ul. Broniewskiego.

## Mieszkańcy osiedla
- Waldemar Matusewicz
- Michał Bąkiewicz
- Anita Lipnicka